# Sonata da chiesa
La sonata da chiesa (terme italià que significa "sonata d'església"), és una composició instrumental del barroc, que generalment consta de quatre moviments. Més d'una melodia s'utilitzava sovint, i els moviments alternaven el caràcter, amb l'ordre: lent - ràpid (allegro) - lent (adagio) - ràpid (allegro); tots els moviments es basaven en els mateixos temes o motius. El segon moviment era normalment un allegro fugat, i el tercer i quart moviments tenien la forma binària que a vegades corresponien a una sarabanda i a una giga.
Al marge d'unes poques sonates destinades al teatre, al costat de la sonata da chiesa a l'època barroca aparegué també la sonata da camera; ambdues modalitats van ser essencials per a l'evolució de la forma sonata.
Sovint, s'ha pensat que aquestes sonates es componien per a ser tocades exclusivament en cerimònies religioses. Mentre que això podia ser cert quan era música d'encàrrec, no estaven en la mateixa categoria que, per exemple, un rèquiem. Aquestes sonates s'interpretaven sovint en concerts destinats a la pura diversió. La sonata era indistintament un divertiment cortesà, una obra amb finalitat didàctica o una peça instrumental destinada a l'església.
Un dels exponents més grans d'una sonata da chiesa són algunes de les obres d'Arcangelo Corelli (1653-1713). Entre les seves millors composicions hi ha les 6 Sonata da Chiesa, Op. 1; i els primers vuit dels seus Dotze concerti grossi, op. 6, són també sonates da chiesa. Un altre compositor d'aquesta forma de música va ser Giovanni Battista Bassani (1650-1716) que cap al 1710 va compondre dotze sonates da chiesa. Les tres sonates per a violí sol de J. S. Bach (1685-1750) també tenen la forma sonata da chiesa, com ho estan les cinc primeres de les seves sis sonates per a violí i clavicèmbal obbligato i les dues primeres de les seves tres sonates per a viola de gamba i clavicèmbal obbligato.
A la fi del segle xvii, i especialment gràcies a l'obra de Corelli, ambdues modalitats es fusionaren, amb un cert predomini de la sonata da chiesa, que fou reduïda a tres moviments (quasi sempre: lent - ràpid - ràpid). Al segle xviii aparegueren sonates en forma de trio sonata (sonata a tres), en què intervenen dos instruments melòdics i el tercer, que realitza el baix, a càrrec d'un instrument de teclat. La sonata da chiesa s'havia tornat antiquada en l'època de Joseph Haydn (1732-1809), tot i que ell va compondre unes quantes peces en aquest estil, i Mozart (1756-1791) també uns quants anys després. El terme es va deixar d'utilitzar.